# 开展藁本
开展藁本（学名：Ligusticum thomsonii var. evolutior）是伞形科藁本属长茎藁本的变种。分布在中国大陆的云南等地，生长于海拔3,300米的地区，一般生长在草坡上。